# 샤먼 궤도교통
샤먼 궤도교통(중국어 간체자: 厦门轨道交通, 정체자: 廈門軌道交通)은 중화인민공화국 푸젠성 샤먼시의 도시 철도이다.

## 노선
- 샤먼 궤도교통 1호선
- 샤먼 궤도교통 2호선

## 같이 보기
- 지하철 목록